# MAGU
MAGU s.r.o. je česká firma zabývající se výrobou a distribucí rostlinných probiotických nápojů.[nenalezeno v uvedeném zdroji]
Firmu založil v roce 2018 Marek Siwy. Obchodní činnost firmy započala v roce 2020. V roce 2022 prodalo MAGU během jednoho měsíce až 200 000 lahví svých produktů. Poptávka společně s časovou náročností výroby přiměly firmu využívat k prodeji takzvaný waiting list. Jedná se o virtuální čekací listinu, určující pořadí zájemců o produkt.
V roce 2024 se MAGU umístila na druhém místě v žebříčku Deloitte Technology Fast 50 CE, který vybírá nejrychleji rostoucí společnosti ze střední a východní Evropy. Do žebříčku byly zahrnuty firmy z 18 zemí tohoto regionu. MAGU zaznamenala růst tržeb o 4248 %.
Distribuce produktů je soustředěna primárně na Českou republiku, ale jedním z hlavních cílů společnosti je expanze do celé Evropy.